# Landesjugendorchester Schleswig-Holstein
Das Landesjugendorchester ist ein sinfonisches Auswahlorchester jugendlicher Instrumentalisten aus Schleswig-Holstein. Es besteht aus bis zu 100 jungen Musikern im Alter von 14 bis 25 Jahren. Das Orchester wurde 1982 mit Unterstützung des Ministeriums für Bildung, Wissenschaft, Forschung und Kultur gegründet. Träger ist der Landesmusikrat Schleswig-Holstein.

## Probespiel
Die Qualifizierung für die Mitgliedschaft erfolgt über ein Probespiel. Das Höchstalter der Teilnehmer bei der Aufnahme ist 20 Jahre. Nach einer schriftlichen Voranmeldung erfolgt die Einladung zum Vorspiel. Vor dem jeweiligen Sektionsleiter und dem Orchestervorstand präsentiert der Neuanwärter eine vorgegebene Stelle aus einem Orchesterwerk sowie einen langsamen und einen schnellen Satz eigener Wahl.

## Arbeitsphasen
Die Arbeitsphasen finden zweimal jährlich in den Frühjahrs- und Herbstferien in der Jugendakademie Segeberg statt. Die 9-tägigen Arbeitsphasen beginnen mit Sektionsproben, in denen die einzelnen Stimmgruppen von Hochschuldozenten bzw. erfahrenen Orchestermusikern unterrichtet werden. Es folgen Tutti-Proben unter der Anleitung qualifizierter Dirigenten. Die Probenarbeit schließt mit Konzerten in verschiedenen Städten des Landes ab.

## Weitere Projekte
Neben den Arbeitsphasen und den damit verbundenen Konzerten führt das Orchester auch Konzertreisen im In- und Ausland durch. Gemeinsame Programme mit Solisten (z. B. Sabine Meyer, Matthias Höfs, Nils Mönkemeyer) und dem LandesJugendChor wurden bereits mehrfach durchgeführt. Von den Abschlusskonzerten der Frühjahrsarbeitsphasen 1990, 1997 (Brahms-Requiem) und der Herbstarbeitsphase 2001 wurden CDs produziert.

## Verein der Freunde des LandesJugendOrchesters Schleswig-Holstein
Der Verein der Freunde wurde von ehemaligen Mitspielern, Eltern und Fürsprechern des Klangkörpers 1994 ins Leben gerufen. Sein Ziel ist es, die Konzertprojekte finanziell abzusichern und die Musiker weiter zu fördern. So hat das Orchester durch den Verein bereits mehrere Vorhaben realisiert, die über die reguläre musikalische Arbeit des LJO hinausgingen, wie die Produktion von CD-Einspielungen oder Orchesterreisen ins europäische Ausland.

## Bisherige Dirigenten des LJO SH
- Bodo Reinke (künstlerischer Leiter 1985–1991)
- Frank Beermann (1990)
- Andreas Delfs (1991)
- Hans Herbert Jöris (1992, 1996)
- Klauspeter Seibel (1993)
- Romely Pfund (1995)
- Igor Oistrach (1995)
- Per Borin (1996)
- Matthias Janz (1997, 2010)
- Walter Gugerbauer (1997)
- Nicolas Rauss (1997)
- Gerd Müller-Lorenz (1998, 2000)
- Marius Bazu (1999)
- Ulrich Sprenger (1999)
- Heribert Beissel (2000, 2004)
- Eckart Hübner (2001)
- André de Ridder (2001)
- Anna-Sophie Brüning (2002)
- Bogdan Chved (2002)
- Christian Voß (2003, 2007, 2011)
- Georg Fritzsch (2003, 2005, 2007, 2011)
- Markus Poschner (2004, 2006)
- Roman Brogli-Sacher (2005, 2008)
- Gerard Oskamp (2006)
- Andreas Schüller (2008)
- Peter Gülke (2009)
- Wolf Kerschek (2009)
- Robin Engelen (2010, 2013, 2015, 2018)
- Peter Kuhn (2012)
- Peter Sommerer (2012, 2016)
- Leo Siberski (2013)
- Florian Erdl (2014)
- Marius Stieghorst (2014, 2017)
- Alexander Merzyn (2015)
- Daniel Carlberg (2016)
- Susanne Heigold (2017)